# Mal ús de l'estadística
Una fal·làcia estadística és un abús o mal ús de l'estadística. Ocorre quan s'utilitza un argument estadístic per afirmar una falsedat, una mentida, o modernament notícies falses. Pot ser accidental, per manca de rigor científica, o voluntari quan s'afirma un propòsit biaixat que representa un guany per l'autor o el seu empleador. Una «alfabetització» a la interpretació de dades estatístiques pot ajudar a formar les persones interpretar-les amb espèrit crític.
Pot ser fàcil de caure en l'abús de les estadístiques. Els científics professionals, fins i tot els matemàtics i estadístics professionals, poden ser enganyats, fins i tot per alguns mètodes senzills, encara que hagin estat curosos en revisar-ho tot. Els científics generalment són conscients que es poden enganyar amb estadístiques a causa de la falta de coneixement de la teoria de la probabilitat i la manca de normalització de les seves proves.
Un criteri important en utilitzar proves estadístiques és el principi general de la ciència que els resultats han de ser reproductibles. El que sovint no és pas el cas en conclusions, sigui en premsa popular o en revistes científiques on hi ha moltes falses troballes.

## Tipus de mal ús
- Descartar les dades no favorables, en termes de control de qualitat una companyia comercial pot promoure un producte neutre però inútil del qual es faran estudis per demostrar que és beneficiós a base de descartar tant les proves sobre que és damnós com les dels (majoritaris) estudis no concloents
- Una altra tècnica és preparar un estudi que provi un gran nombre de (respostes) de variables dependents al mateix temps. Per exemple en un estudi mèdic de l'efecte del tractament d'un medicament amb variables de la probabilitat de supervivència, el nombre de dies passats a l'hospital, etc.
- Les preguntes, les respostes a les enquestes poden estar manipulades per induir la prevalença a certes respostes. Per exemple, respecte al suport a la guerra les preguntes següents a la mateixa qüestió, formulada diferentment, donaran probablement un resultat molt diferent:
  - Dona suport a l'intent dels Estats Units de portar la llibertat i la democràcia a altres llocs del món?
  - Dona suport a l'acció militar dels Estats Units?
- Una altra manera de fer això és precedir la pregunta amb informació que suporti la resposta «desitjada».
- La sobregeneralització és una fal·làcia que ocorre quan una estadística sobre una població particular s'afirma que tenen la mateixa opinió un grup en el qual la mostra de la població no és representativa. Ocorre sovint la sobregeneralització quan la informació passa a través de fonts no tècniques com en el cas dels mitjans de comunicació.[3] Molts estudis estadístics, sobretot en sociologia i psicologia, es fan en una mostra d'estudiants joves masculins universitaris –fàcils d'accés per als cercadors– i se'n fan conclusions per a tota la humanitat.
- Mostres esbiaixades
- Informació errònia o mal entesa de l'error estimat: La fiabilitat dels resultats es pot quantificar pel teorema límit central i altres resultats matemàtics, la fiabilitat s'expressa com una probabilitat que el resultat real (per a un gran grup) estigui dins un cert rang de l'estimat (la figura per un grup petit). Sovint no es menciona la probabilitat del nivell de confiança i així s'assumeix que és l'estàndard del 95%. Els dos nombres estan relacionats. i una enquesta té un error estimat del ±5% al 95% de confiança, també té un error estimat de ±6,6% al 99% de confiança. ±{\displaystyle x} % al 95% de confiança sempre és ±{\displaystyle 1.32x} % al 99% de confiança.
- La falsa causalitat quans s'interpreta la natura entre una correlació entre dos fenòmens, A i B. Lògicament hi ha cinc possibilitats:

1. A causa B.
2. B causa A.
3. A i B tots dos parcialment causen l'altre.
4. A i B tots dos són causats per un tercer factor, C.
5. La correlació observada és purament fortuïta.

La fal·làcia, per exemple, pot ser usada per provar que l'exposició a un producte químic causa càncer. això va passar en uns primers estudis que establien un lligam entre els camps electromagnètics i el càncer.
- Prova de la hipòtesi nul·la
- El dragat de dades és l'abús de la mineria de dades. En el dragat de dades una gran compilació de dades s'examinen per tal de trobar-ne una correlació, sense cap hipòtesi predefinida.
- Manipulació de les dades

Inclou un informe selectiu o una simple fabricació de dades falses. Per exemple en el climategate es van escollir un grup de resultats que seguien el patró desitjat ignorant les altres dades.
- Altres fal·làcies

La fal·làcia post factum assumix que un esdeveniment pel qual pot ser mesurat una probabilitat futura té la mateixa probabilitat de passar una vegada realment hagi ocorregut.